# マファルダ (漫画)
マファルダ（スペイン語:Mafalda）とは、アルゼンチンの漫画家キノが1960年代から1970年代にかけて連載し、一世を風靡した漫画シリーズ、またその漫画の同名の主人公の女の子のこと。6歳ぐらいの年齢の割にはませていて特に政治に関心が強い主人公マファルダが、家族や友人などと日常生活から政治に至るまで非常にユーモアにあふれるトークを繰り広げる。アルゼンチンや他のスペイン語圏にとどまらず、欧米各国で幅広い人気を獲得しており、日本でも岐阜県多治見市に本社を置く東濃信用金庫がマスコットキャラクターとして利用している。また、その内容の一部は日本語訳されて刊行されている。
アニメーションも製作されており、NHKにおいて『おませなマハルダ』の邦題で、日本語に吹き替えられたものが放映されたことがある。

## おませなマハルダ

### キャラクター
マファルダ/マハルダ（声：松島トモ子）
フェリッペ
ミゲリト